# Атински клуб за тенис на трави
Атински клуб за тенис на трави (енгл. Athens Lawn Tennis Club) је тениски клуб основан 1895. године у Атини. Био је домаћин тениских мечева на Летњим олимпијским играма 1896..